# 渡辺直綱 (尾張藩士)
渡辺 直綱（わたなべ なおつな）は、江戸時代中期の尾張藩士。渡辺半蔵家6代当主。

## 略歴
宝永5年（1708年）、尾張藩家老・渡辺定綱の二男として誕生。
兄、大膳秀綱は正徳元年（1711年）に死去。正徳5年（1715年）、父の死去により家督相続、大寄合となる。幼いため、将軍家への家督相続の御礼を、縁戚の者を名代として行いたい旨を、老中戸田忠真を通じて幕府に伺いを立てたが、使者を使わすようにとの指図を受けたため、使者を江戸に遣わして、7代将軍・徳川家継に銀馬代、時服を献上した。

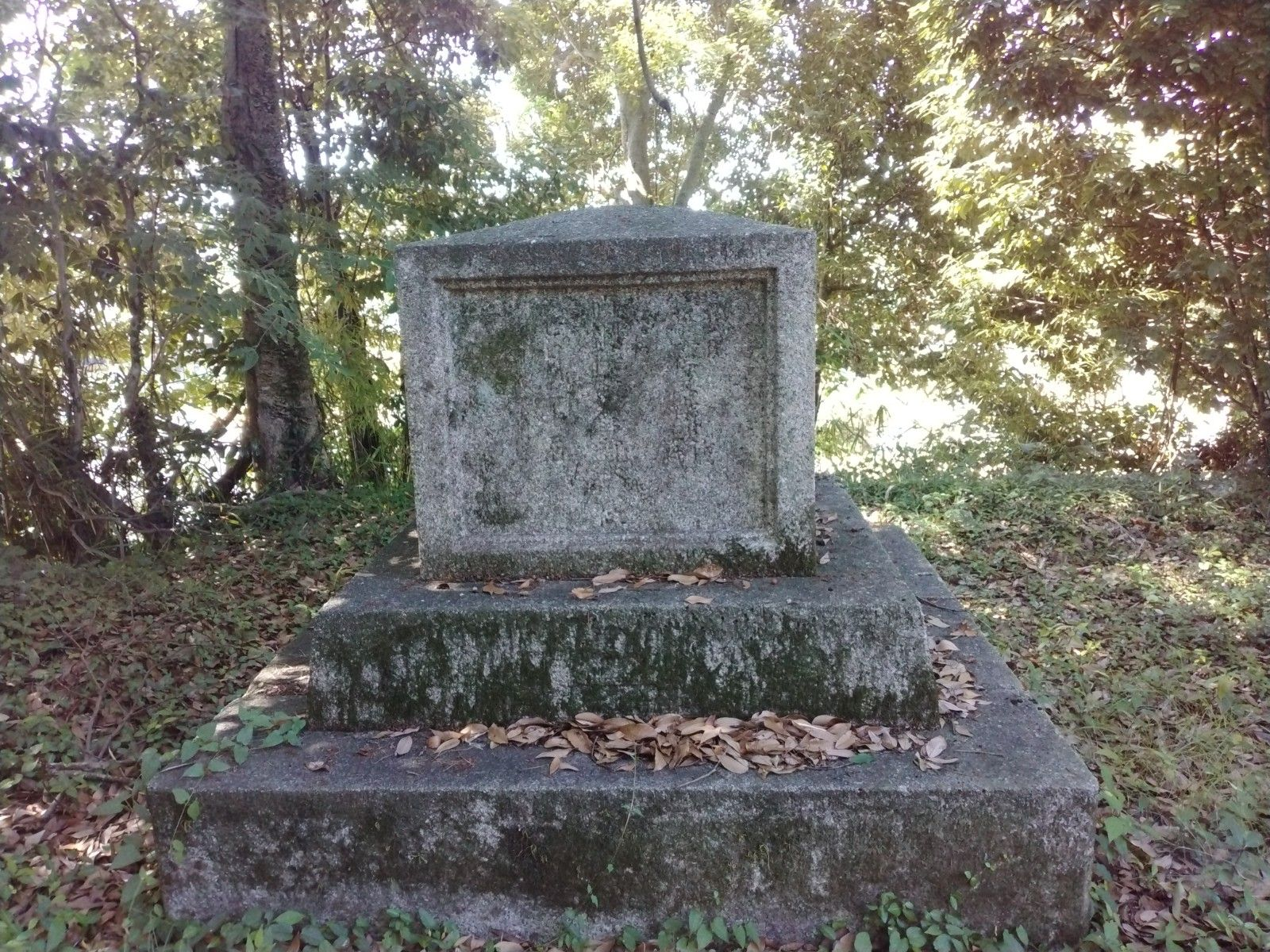
渡辺直綱の墓(豊田市守綱寺)

享保3年（1718年）7月20日死去。享年11。家督は弟・綱保が養子となって相続した。